# 奧薩 (密蘇里州)
奧薩（英語：Osa）是位於美國密蘇里州巴里縣的非建制地區。

## 歷史
奧薩的郵局於1895年設立，其後於1908年停運。

## 地理
奧薩所處的海拔為高於海平面391米（即1283英呎），而該地所採用的時區為UTC-6，即北美中部時區（CST）。同時該地設有夏令時間，為UTC-6調快一小時，即UTC-5（CDT）。